# Испарительное охлаждение
Испарительное охлаждение (англ. evaporative cooling) — в атомной физике технология для снижения температуры группы атомов, предварительно охлажденных методом лазерного охлаждения. Процесс использует градиент магнитного поля для улавливания атомов в магнитную ловушку, пространственную конфигурацию для удержания. При столкновениях с течением времени отдельные атомы становятся гораздо энергичнее, чем другие, и они покидают ловушку, понижая тем энергию системы и снижая температуру группы, оставшихся в ловушке. Этот процесс, при котором частицы при столкновении преодолевают барьер, похож на привычный процесс, с помощью которого вода превращается в водяной пар.
Этот метод был разработан для изучения конденсата Бозе — Эйнштейна, экзотического состояния вещества, при котором большое число атомов оказывается в своих минимально возможных квантовых состояниях.
Впервые метод испарительного охлаждения был реализован 1995 году Эриком Корнеллом и Карлом Вименом из Национального института стандартов и технологии США и тогда же группой Рэндалла Хюлета для лития. Эрику Корнеллу и Карлу Виману удалось охладить около 2 тысяч атомов рубидия-87 до температуры 20 нанокельвинов и экспериментально подтвердить существование конденсата Бозе — Эйнштейна, за что они совместно с Вольфгангом Кеттерле, который четыре месяца спустя получил конденсат Бозе — Эйнштейна из атомов натрия, в 2001 году были удостоены Нобелевской премии по физике.
С тех пор методика была усовершенствована, в частности, командой Буйе в Лаборатории имени Шарля Фабри в Институте теоретической и прикладной оптики.